# 武士敏
武士敏（1893年10月26日—1941年9月29日），字勉之，察哈爾怀安县柴沟堡人，国民革命军第九十八军中將军长。為中日戰爭期間陣亡的中國軍方高級將領之一。

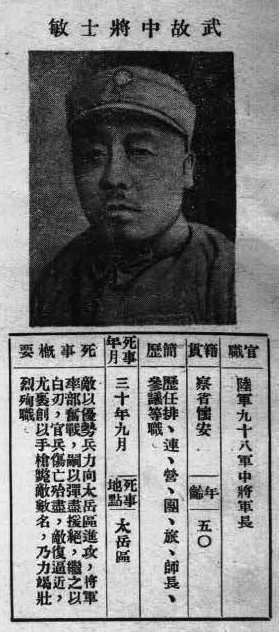
《抗戰軍人忠烈錄》（第一輯）中的武士敏烈士遺像

## 生平
1917年护法运动中，武士敏参与組河東軍，於晉陝邊界
1924年轉投國民二軍，1928年任楊虎城部第一師一旅旅長，因於第一階段國共內戰有戰功，1935年晉升少將。中日戰爭爆發後，仍投入戰局，主要鎮守山西省，晉陝邊境中條山防衛。
1939年因有戰功，升任第九十八军軍長官拜中將。

### 牺牲经过
1941年9月29日（农历八月初八），日軍围攻第九十八军驻地山西省沁水县東峪村，國軍腹背受敵，最後彈盡援絕，死傷枕藉，武士敏在率領209團與日軍作戰時陣亡。日本防卫厅防卫研修所战史室编《战史丛书·北支治安战》中记载该军阵亡第42师参谋长王儒钦以下1348人，被俘3007人。 
台湾《中外杂志》创始人王成圣在《武士敏壮烈千秋》一文中记述：“武士敏腿部受伤，犹复振臂高呼，裹创再战，率部冲锋七次，毙敌三百余人。终以头腰两部一再受伤，无力支持，遂毅然自戕成仁。临终前尚连呼：‘绝不屈服’”。该文引录秦孝仪赋诗悼念武士敏：“慷慨与同盟，匡时仗剑行；安危吾党重，忧乐此身轻。抗日丹心在，惊天碧血呈；阴山今渡马，怅绝失龙城。”
第九十八军政治部焦月岩在《我所知道的武士敏将军》一文中记述：“拂晓，敌以密集炮火，凌励冲击，发起进攻，将军前后仅数十人坚持战斗，忽一机枪手阵亡，将军一跃而前，亲自射击。移时，突然中弹，自鼻部入，穿脑而出，一代抗日名将，为国捐躯！"
日本防卫厅防卫研修所战史室编《战史丛书·北支治安战》记载：“九十八军军长武士敏重伤后被日军送往潞安医院，不治，于10月1日殉国。”
日军第36师团第222联队机枪中队士兵下田勇在《沁河作战日记》中记载：“29日大队向西南挺进……取得98军军长战死，42师王克敏师长负伤和约800人等俘虏的战果。9月30日……17点30分俘虏纷纷而来，98军军长灵棺运往潞安。”
中央顾问委员会常务副主任薄一波撰写《追怀先烈武士敏将军》一文，先后发表于1984年11月16日《山西日报》、1985年2月28日《人民日报》，记载：“9月29日武士敏将军于突围时，不幸头部中弹，为国捐躯，时年49岁。” 
第九十八军第169师第505旅第1010团3营少校营长武兆元口述田志海整理《武士敏将军牺牲经过追记》记载突围时日军狙击子弹从武军长右耳后上侧头部入，从颌中偏左出。日军在长子县石哲镇附近农村抢来一口白色棺木装殓武士敏遗体，用汽车运往长治。10月1日19时日军在长治城西南角举行葬礼。伪上党道尹、伪县署官员、被俘国军营长武兆元、武士敏族弟武士廉及当地群众参加葬礼。6天后，日军《太原新闻》用图文报道了此事，刊发了葬礼照片，内有长武兆元等人。

## 身后纪念
新华社1941年10月3日太行专电：
据已证实消息，第某某（九十八）军军长武士敏将军，已于上月二十九日在长子前线英勇牺牲……此次不幸殉国，实为抗战中之一大损失。
新华社晋察冀豫1941年10月9日电：
某某（九十八）军军长武士敏将军，于此次沁河反“扫荡”战役中殉国，此间军政各界人士闻讯，均极哀悼，闻以筹备召开盛大追悼会，以志哀思云。
1941年10月10日延安《解放日报》刊发消息《太岳区反“扫荡”战中武士敏军长光荣殉国 晋察冀豫各界筹开大会吊慰忠魂》，刊发了新华社上述两则电报。
《解放日报》晋冀鲁豫（1941年10月）3日电：
（晋冀鲁豫）边区参议会及（晋冀鲁豫）边区政府以武军长为国捐躯，特电武军长家属慰问，原电云：武士敏军长家属礼鉴：武军长抗战殉胄，帅师敌后，不意遭敌围袭，壮烈殉国，敌后人民不胜悲痛思念，本会本府谨令全晋冀鲁豫边区敌后人民及地方政府，除发起在各地召开隆重之追悼会，联合呈请中央抚恤，及领导敌人人民坚持抗战誓为武军长复仇外，谨电奋告，祈节哀继续完成武军长抗战遗志为祷。
新华社晋察冀豫（1941年10月）3日电：
{{此间（晋冀鲁豫）边区临时参议会及（晋冀鲁豫）边区政府顷联合电请蒋委员长抚恤武士敏将军，原电如次：（第一战区）司令长官并转吾委员会蒋钧鉴：窃武军长自抗战以来，在钧座领导之下，屡建奇功，对于卫保娘子关、粉碎晋东南敌九路围攻，及坚持中条山诸战役，均能不避艰险，奋勇杀敌，而尤能坚持团结、爱护地方，坚决抗战之志致死弥坚，敌后人民素极钦感。闻此噩耗，悼念同深，属会属府谨代表晋冀鲁豫敌后人民及各地政府，联电呈请对武将军忠勇壮烈之功勋事迹，特予抚恤，以奖有功，而励节义云。}}
1941年11月4日《解放日报》以《华北人民呈请国府抚恤武士敏将军并电武军长家属慰问》为题，刊发了上述两则电报。
1941年10月9日，晋冀鲁豫边区政府召开盛大集会吊慰武士敏忠魂。
1941年10月15日《新华日报》（华北版）发表社论和悼念文章《悼武士敏将军》，高度评价武士敏的牺牲，“死有重于泰山，也有轻于鸿毛，而武士敏将军的死，显然是属于前者”。
1941年10月25日，太岳区党政军民在沁源县为武士敏将军举行追悼大会。
1941年10月29日《新华日报》（华北版）刊发《晋冀鲁豫边区政府通令》。
本报太行讯：某某某（九十八）军军长武士敏将军，于上月二十九日，在长子前线壮烈殉国，噩耗传来，全区军民同予悼念。边区政府以武将军生前团结抗战功在祖国，此次英勇殉国，极应表扬追悼，以激励国人，兹经过边区政府委员二次谈话会决定：通令所属各级政府，广泛宣传，发扬武将军坚持团结抗战之精神。并函请边区参会共同商讨，于日内会同各界举行全区追悼大会，唁问武将军家属。同时筹建纪念塔，并拟将武将军殉难地东、西屿、端氏一带，改为士敏县，籍资纪念，以垂不朽。
1942年1月28日，太行区党政军民为武士敏举行了追悼大会，晋冀鲁豫边区政府追认其为革命烈士，并正式将第九十八军原驻地及武士敏殉难地的沁水县在沁河以东的东峪、西峪、端氏等地区的沁东县改为士敏县（县治在今沁水县端氏镇），属太岳区三专署管辖。直至1947年7月士敏县与沁南县合并恢复沁水县建制。八路军副参谋长左权在祭奠武士敏的追悼大会上送挽联：上联是“尽忠于民族国家，努力团结进步，磊落奇才一世如君有几？”下联是“坚持在敌后抗战，英勇杀身成仁，感怀将军数年知己情深！”该挽联之后被刊登在《新华日报》上。1942年1月30日，《新华日报》头版刊发《沉痛追悼武士敏将军——刘伯承师长号召学习武将军等忠贞精神》。
1942年6月25日，国民政府特以1479號褒揚令明令褒揚。
1943年，八路军士敏县大队整编为八路军士敏独立营。1944年发展成为士敏独立团。1945年9月10日上党战役中，士敏独立团升级为八路军第386旅第21团。后沿革为晋冀鲁豫军区第四纵队第10旅第30团、中国人民解放军第十三军第37师第111团。
1946年9月29日，由李宗仁、傅作义、孙连仲等发起，在中山公园隆重地举行有在北平的党国军政要员参加的“北平各界武士敏将军追悼大会”。武士敏长子武镛参加大会。
1947年5月5日，蒋中正签发荣哀状，表彰武士敏。
1981年，中华人民共和国民政部向武士敏在京子女颁发了武士敏的革命烈士证明书。
1983年7月14日中共怀安县委、怀安县人大常委会、怀安县人民政府、政协怀安县委员会以及各界代表数百人举行了隆重的重修武士敏烈士故居落成仪式。省、地、县三级主要负责同志出席仪式。常务副县长白玉旺代表怀安县委、县政府讲话，张家口地区行署副专员李春林代表张家口地委行署讲话，武士敏哲嗣武铁作答谢讲话。武士敏烈士故居位于怀安县柴沟堡镇西岳楼南巷八号，为一座传统四合院。门前有国家民政部副部长王国权题写长方形石碑“武土敏烈士故居”七个大字。怀安县委把武士敏烈士故居列为青少年爱国主义教育基地。
1983年左右，在美的武士敏之长孙武宏元等致函全国政协副秘书长杨拯民请求查访武士敏的牺牲经过及遗骸情况。在全国政协的过问下，1984年3月长治市政协成立专门工作组寻找武士敏遗骨。经走访调查，确定武士敏坟墓在长治城墙内西南角今华东菜场奶牛场附近。1984年5月19日开挖找到遗骨。长治市政协《关于寻找原国民党九十八军军长武士敏将军遗骨的情况和对遗骨的处理意见的请示报告》(长治市政协发【1984】11号)向中央统战部和全国政协报告了查找的详细经过及史料、法医证据。在征得武士敏之子武铁和女儿武连同意后，1984年11月29日山西省人民政府、山西省政协在长治市隆重举行了武士敏遗骨重新安葬仪式，山西省省长王森浩、全国政协常委、副秘书长杨拯民、中央统战部副秘书长沙里、民政部、民革中央常委胡纪通、河北省政协、山西省、长治市的负责同志，武士敏儿子武林、武铁、女儿武盈、武连及老部下石中立、刘鸣珊、武兆元等，生前友好以及长治市各界群众600多人参加了安葬仪式；武士敏家乡河北省怀安县和他的牺牲地山西省沁水县，也派代表参加了遗骨安葬仪式。山西省省长王森浩在安葬仪式上致悼词说，武士敏将军是我们党的忠实朋友，是中华民族的优秀子孙；他那勇往直前的革命意志，顾全大局的崇高品德，捍卫民族尊严的爱国主义精神，是值得我们永远怀念和学习的。遗骨移葬入长治市太行太岳革命烈士陵园，墓前立碑，碑文为：
国民革命军九十八军军长
   武士敏将军之墓
    山西省人民政府
  一九八四年九月廿九日
在太行太岳革命烈士陵园中建又“武士敏纪念馆”。
1985年9月3日，贾合意编剧、沁水县蒲剧团创作演出的大型蒲剧近代历史戏《武士敏》，在周围各县上演达80多场。2021年2月18日(正月十一），沁水县人民戏剧演出公司在晋城市第十一届“凤鸣春晓——赵树理戏剧奖优秀剧目展演”上演蒲剧现代戏《武士敏》。 
1993年山西电视台摄制了潘保安编剧、孙亚舒导演、张家声主演的四集电视剧《武士敏》。
怀安县政协六届四次全会决定编撰《武士敏》文史资料专辑，作为爱国主义教材，教育后代。2002年8月《怀安县政协文史资料第九辑  武士敏专辑》出版。
武士敏烈士纪念碑：2009年10月1日，沁水县人民政府在沁水县十里乡东峪村第九十军军部原驻地勒石刻碑，以示永久纪念，同时被沁水县人民政府公布为县级文物保护单位，并被确立为县级爱国主义教育基地。
2014年9月，武士敏名列第一批300名著名抗日英烈和英雄群体名录。
2016年2月在晋城市上演了上党梆子剧《武士敏》。
士敏县驻地端氏镇，还有士敏公园、士敏商场、士敏旅馆、士敏文化广场等，原士敏中学就是沁水中学的前身。
2023年4月3日上午，河北省怀安县隆重举办追忆武士敏将军的纪念活动。河北省工商联副主席贾锋，张家口市退役军人事务局局长李立、怀安县委书记刘源、武士敏家属代表武昱及怀安县委、县政府相关领导，陆军第某综合训练基地司训大队与怀安县武警中队部分官兵、怀安县民主小学士敏中队少先队员等社会各界人士参加了向武士敏塑像敬献花篮与哀思、参观武士敏烈士故居、召开纪念武士敏将军座谈会等纪念活动。

## 家人
- 父亲武杰、字汉三，在怀安县柴沟堡镇经营粮庄和粮食加工。

- 续弦夫人翁止戈（1892-1961）[21]
- 长子武镛，已故发妻所生。抗战时，大学毕业后在银行业工作。1949年赴台。
  - 夫人段鹤书
  - 子武宏先、武更生、武念祖
- 长女武盈，已故发妻所生
- 次子武林，著有《我记忆中的严父》。
  - 夫人聂华
- 次女武连，著有《回忆父亲二三事》
- 幼子武铁，1934年生。1951年入京读大学。1959年年底赴民主德国留学，归国后在北京外国语学院任教。1975年调煤炭工业部。从国家审计署外事司司长任上退休。社会职务担任欧美同学会副会长。著有《青年武士敏》、《我的母亲翁止戈》

## 備註
《鐵梨花》，2011年中國電視公司製播的電視劇中梁飛虎參考原型。</ref>